# 129-та піхотна дивізія (Третій Рейх)
129-та піхотна дивізія (Третій Рейх) (нім. 129. Infanterie-Division) — піхотна дивізія Вермахту за часів Другої світової війни.

## Історія
129-та піхотна дивізія була створена 20 жовтня 1940 в Ханау у IX-му військовому окрузі (нім. Wehrkreis IX) під час 11-ї хвилі мобілізації Вермахту.

## Райони бойових дій
- Німеччина (жовтень 1940 — червень 1941);
- СРСР (центральний напрямок) (червень 1941 — листопад 1944);
- Німеччина (Східна Пруссія) (листопад 1944 — травень 1945).

## Командування

### Командири
- генерал-лейтенант Штефан Ріттау (нім. Stephen Rittau) (20 жовтня 1940 — 22 серпня 1942, загинув у бою);
- генерал військ зв'язку Альберт Праун (нім. Albert Praun) (22 серпня 1942 — 25 вересня 1943);
- генерал-майор Карл Фабіунке (нім. Karl Fabiunke) (25 вересня 1943 — 31 січня 1944);
- генерал-лейтенант Геріберт фон Ларіш (нім. Heribert von Larisch) (31 січня 1944 — 11 лютого 1945);
- оберст (з 20 квітня 1945 - генерал-майор) Бернгард Юбершер (нім. Bernhard Ueberschär) (11 лютого — 8 травня 1945).

## Нагороджені дивізії
Нагороджені дивізії
Нагороджені Сертифікатом Пошани Головнокомандувача Сухопутних військ для військових формувань Вермахту за збитий літак противника (4)
- 10 грудня 1941 — 430-й піхотний полк за дії 4 листопада 1941 (№ 43);
- 24 вересня 1942 — 11-та рота 427-го піхотного полку за дії 11 липня 1942 (№ 216);
- 1 серпня 1944 — III-й гренадерський батальйон 427-го гренадерського полку за дії 26 квітня 1944 (№ 505);
- 16 травня 1942 — штабна рота 428-го гренадерського полку за дії 14 жовтня 1944 (№ 548).

|  | Кавалери Золотого Німецького Хреста                                                                        | 101                                                                             |
|  | Кавалери Лицарського хреста Залізного хреста з Дубовим листям                                              | 2 (№ 541 оберст Віллі Веше — 06.08.1944 № 742 майор Йозеф Гайхеле — 17.02.1945) |
|  | Кавалери Лицарського хреста Залізного хреста                                                               | 26, у тому числі 1 непідтверджене                                               |
|  | Кавалери Почесної відзнаки Сухопутних військ «Почесна застібка на орденську стрічку для Сухопутних військ» | 26                                                                              |

- Нагороджені Сертифікатом Пошани Головнокомандувача Сухопутних військ (4)
- Нагороджені Сертифікатом Пошани Головнокомандувача Сухопутних військ за збитий літак противника (2)